# St. Peter und Paul (Nienborg)

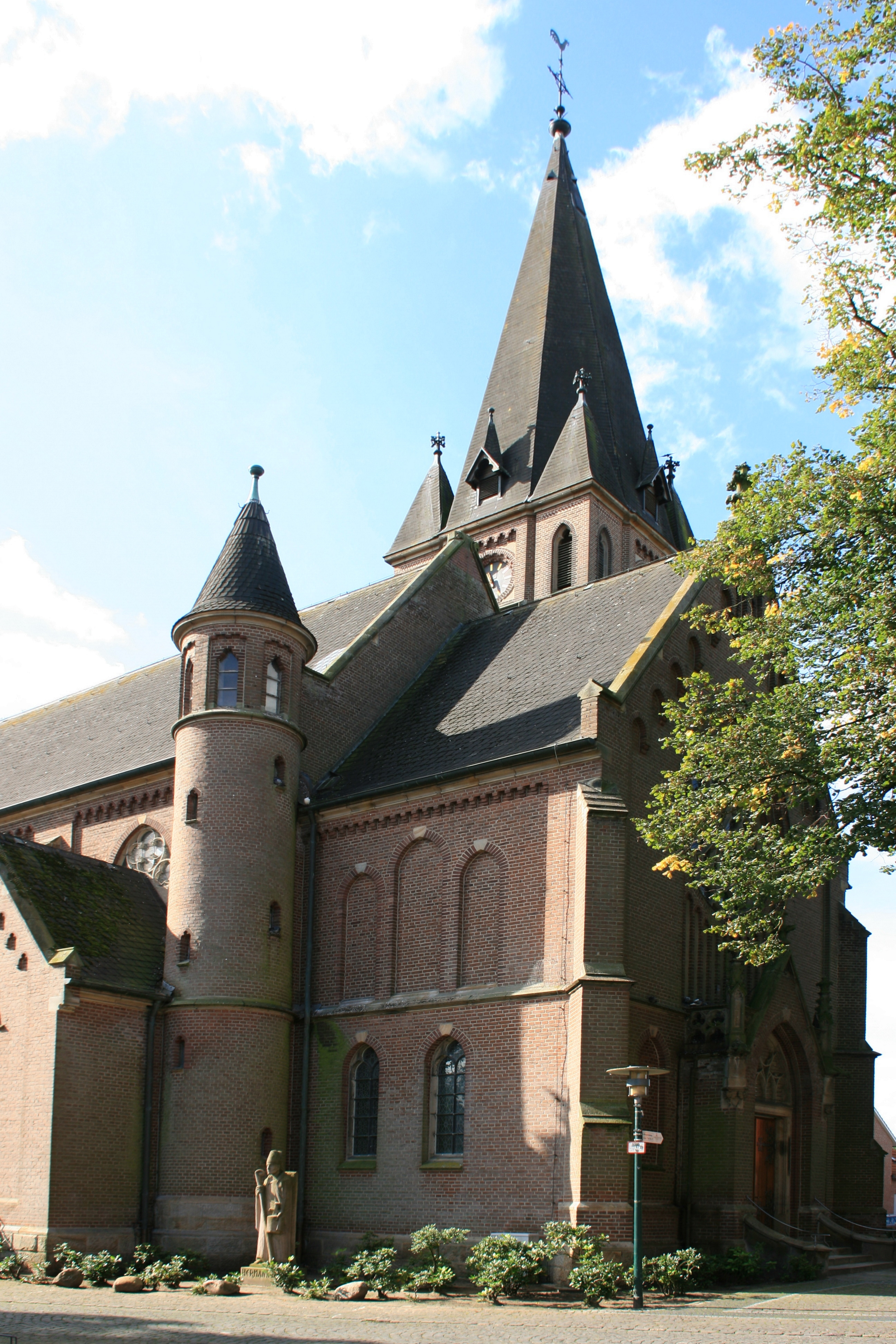
St. Peter und Paul (Nienborg)

Die römisch-katholische, denkmalgeschützte Filialkirche St. Peter und Paul steht in Nienborg, einem Ortsteil der Gemeinde Heek im Kreis Borken des Regierungsbezirks Münster von Nordrhein-Westfalen. Die Kirchengemeinde gehört zum Dekanat Ahaus-Vreden des Bistums Münster.

## Beschreibung
Die neugotische, nach Süden ausgerichtete Basilika aus Backsteinen wurde nach einem Entwurf von Aloys Kersting seit 1906 errichtet. Sie wurde 1907 von Hermann Jakob Dingelstad eingeweiht. Der eingezogene Chor im Süden hat einen Fünfachtelschluss. Der Kirchturm, der mit einem spitzen Zeltdach bedeckt ist, steht an der Nordwestecke des Langhauses. In seinem Glockenstuhl hängt eine Kirchenglocke, die 1797 von Alexius Petit gegossen wurde. 
Der Innenraum des Mittelschiffs ist mit einem Sterngewölbe überspannt, die schmalen Seitenschiffe haben Netzgewölbe. Ein Teil der Kirchenausstattung stammt aus der Burg Nienborg. Die Glasmalerei im Chor wurde von Victor Johann von der Forst gestaltet, die im Langhaus von Wilhelm Derix.
Die Orgel mit 32 Registern auf drei Manualen und Pedal wurde um 1955 von einem unbekannten Orgelbauer errichtet und 2009 restauriert.